# César Évora
César Évora született: César Évora Díaz y Gonzales (Havanna, Kuba, 1959. november 4. –) kubai-mexikói színész.

## Élete
Pályafutását hazájában Kubában kezdte.
Legfőbb szerepei: Capablanca, Un Hombre de Éxito, Habanera, Amada, és a Cecilia. Mexikóba ment az 1990-es évek elején, mikor meghívást kapott a Televisától. A Corazón salvaje szerepe tette ismertté, majd ezt követte 1994-ben a Agujetas de color de Rosa. 1995-ben megkapta első főszerepét Daniela Romo oldalán a Si Dios Me Quita La Vida-ban.
Főszerepet játszott a Luz Clarita-ban, a Gente bien -ben és a Titkok és szerelmek-ben. Ez utóbbi szerepe tette őt az egyik legnépszerűbb férfi főszereplővé az iparágban. Olyan nagy sikerű produkciókban játszott mint a Laberintos de pasion, az Abrazame muy fuerte, az Entre el amor y el odio a Mariana de la noche, a La Madrastra és a Mundo de Fieras. A közelmúltban pedig az Al diablo con los guapos és a En Nombre del Amor-ban valamint a Llena de amorban láthattuk!
A Televisa 50. születésnapja alkalmából készített minisorozat az Amor sin maquillaje egyik szerepét is ő kapta.
1999-ben szerezte meg a mexikói állampolgárságot. Feleségével Vivian-nal és három gyermekével él együtt. Unokatestvére a híres kubai író: Daina Chaviano.
Édesapja Tony Évora Díaz festő, Spanyolországban él.

## Filmjei
- 2010 – Trópico de Sangre
- 1991 – Gertrudis
- 1989 – La Bella de Alhambra
- 1989 – Barrio Negro
- 1986 – Capablanca
- 1986 – Un Hombre de Éxito
- 1985 – Una Novia Para David
- 1984 – Habanera
- 1983 – Amada
- 1982 – Cecilia

## Telenovellái
- 2025 – Me atrevo a amarte (Valente Pérez-Soler)
- 2024 – Fugitivas, en busca de la libertad (Patricio)
- 2023 – Minas de pasión
- 2023 – Perdona nuestros pecados
- 2022 – El último rey
- 2021–2022 – S.O.S. me estoy enamorando
- 2021 – ¿Qué le pasa a mi familia?
- 2020 – Tiéd az életem (Magyar hang: Csernák János)
- 2020 – Vencer el miedo
- 2019 – Ringo
- 2017 – En tierras salvajes
- 2017 – La doble vida de Estela Carrillo
- 2016 – Las Amazonas
- 2015–2016 – Ne hagyj el! (Magyar hang: Borbiczki Ferenc)
- 2014–2015 – Hasta el fin del mundo
- 2013 – La Tempestad (A vihar) (Magyar hang: Haás Vander Péter)
- 2013 – Corázón Indomable (Maricruz) (Magyar hang: Kőszegi Ákos)
- 2012 – Amor Bravío (A szív parancsa) (Magyar hang: Borbiczki Ferenc)
- 2012 – Abismo de pasión (Bűnös vágyak) Rosendo (Magyar hang: Haás Vander Péter)
- 2010–2011 – Llena de Amor
- 2010–2011 – Triunfo del Amor (A szerelem diadala) (Magyar hang: Kőszegi Ákos)
- 2008–2009 – En Nombre del Amor (A szerelem nevében) (Magyar hang: Kőszegi Ákos)
- 2007–2008 – Al Diablo con los Guapos (Pokolba a szépfiúkkal!) (Magyar hang: Barbinek Péter)
- 2007 – Amor sin Maquillaje
- 2007–2008 – Yo amo a Juan Querendón
- 2006–2007 – Mundo de Fieras
- 2005 – La Esposa Virgen
- 2005 – La Madrastra (A mostoha) (Magyar hang: Haás Vander Péter)
- 2003–2004 – Mariana de la Noche
- 2002–2003 – Así son ellas (Virágok klubja)
- 2002 – Entre el amor y el odio
- 2001–2002 – El Manantial (Az ősforrás) (Magyar hang: Haás Vander Péter)
- 2000–2001 – Abrázame Muy Fuerte (Maria del Carmen) (Magyar hang: Jakab Csaba)
- 1999–2000 – Julieta (Julieta) (Magyar hang: Haás Vander Péter)
- 1998–1999 – El privilegio de amar (Titkok és szerelmek) (Magyar hang: Haás Vander Péter)
- 1997 – Gente bien
- 1996–1997 – Luz Clarita
- 1996 – Cañaveral de pasiones
- 1995 – Si Dios Me Quita La Vida
- 1994–1995 – Agujetas de color de rosa
- 1993–1994 – Corazón salvaje